# Guelfes et gibelins
Ne doit pas être confondu avec Welf.
Batailles
1150 – 1200
- Vernavola (1154)
- Spolète (1155)
- Tortone (1155)
- Milan (1158)
- Siziano (1159)
- Crema (1159)
- Carcano (1160)
- Milan (1162)
- Prataporci (1167)
- Alexandrie (1174-1175)
- Legnano (1176)

1201 – 1250
- Calcinato (1201)
- Casei Gerola (1213)
- Cortenuova (1237)
- Brescia (1238)
- Faenza (1239)
- Giglio (1241)
- Viterbe (1243)
- Parme (1248)
- Fossalta (1249)
- Cingoli (1250)

1251 – 1300
- Bataille de Montebruno (1255)
- Cassano (1259)
- Montaperti (1260)
- Bénévent (1266)
- Tagliacozzo (1268)
- Colle (1269)
- Roccavione (1275)
- Desio (1277)
- Forlì (1282)
- Pieve al Toppo (1288)
- Campaldino (1289)

1301 – 1350
- Pavie (1302)
- La Lastra (1304)
- Milan (1311)
- Soncino (1312)
- Gaggiano (1313)
- Rho (1313)
- Ponte San Pietro (1313)
- Scrivia (1315)
- Montecatini (1315)
- Pavie (1315)
- Sestri (1318)
- Bardi (1321)
- Mirandola (1321)
- Gorgonzola (1323)
- Vaprio d'Adda (1324)
- Altopascio (1324)
- Zappolino (1325)
- San Felice (1332)
- San Quirico (1341)
- Gamenario (1345)

1351 – 1402
- Mirandola (1355)
- Casorate (1356)
- Solara (1356)
- Alexandrie (1391)
- Casalecchio (1402)

Les guelfes et les gibelins sont des factions qui soutenaient respectivement le pape et l'empereur du Saint-Empire romain dans les cités-États d'Italie centrale et du Nord.
Au cours des XIIe, XIIIe et XIVe siècles, la rivalité entre ces deux partis est au cœur de la vie politique de l'Italie médiévale.

## Histoire

### Origines
Le conflit entre les guelfes et les gibelins est né de la division causée par la querelle des investitures, portant sur la question de savoir lesquels entre les souverains laïques et le pape avaient le pouvoir de nommer les évêques et les abbés. À la mort sans héritier de l'empereur Henri V, qui mit fin à la dynastie salienne, les ducs élurent Lothaire III, un opposant de sa dynastie, comme nouvel empereur. Cela déplut aux Hohenstaufen, qui étaient alliés et apparentés à l'ancienne dynastie.
Par crainte des Hohenstaufen, Lothaire III se plaça sous la suzeraineté du pape. Il lui céda tous les droits impériaux établis dans le concordat de Worms d'Henri V. La guerre éclata alors entre ceux qui soutenaient les Hohenstaufen et ceux qui étaient alignés sur Lothaire et le pape. À la mort de Lothaire, Conrad III des Hohenstaufen fut élu, tandis que l'héritier de Lothaire, Henri X de Bavière de la maison de Welf, continua à se battre.
Guelfe (souvent orthographié Guelf; en italien Guelfo, pluriel Guelfi) est une forme italienne du nom de la Maison de Welf, la famille des ducs de Bavière (incluant le duc éponyme Welf II de Bavière, ainsi que Henri le Lion). On dit que les Welfs ont utilisé ce nom comme cri de ralliement lors du siège de Weinsberg en 1140, durant lequel les Hohenstaufen rivaux (menés par Conrad III) utilisaient « Wibellingen » (le nom d'un château aujourd'hui connu sous le nom de Waiblingen) comme leur cri ; « Wibellingen » devint ensuite « Ghibellino » en italien,.
Ainsi, la faction des Hohenstaufen devint connue sous le nom de Gibelins, tandis que les Welfs finirent par être connus sous le nom de Guelfes. Les Gibelins étaient le parti impérial, tandis que les Guelfes soutenaient le pape.
Les noms ont probablement été introduits en Italie pendant le règne de Frédéric Barberousse. Lorsque Frédéric mena des campagnes militaires en Italie pour étendre le pouvoir impérial, ses partisans devinrent connus sous le nom de Gibelins (Ghibellini). La Ligue lombarde et ses alliés défendaient les libertés des communes urbaines contre les empiètements de l'empereur et devinrent connus sous le nom de Guelfes (Guelfi).
D'une manière générale, les Guelfes venaient assez souvent des familles marchandes aisées, tandis que les Gibelins étaient principalement issus de familles terriennes. Les villes guelfes se trouvaient généralement dans des régions où l'empereur représentait davantage une menace pour les intérêts locaux que soutenait le pape, tandis que les villes gibelines étaient situées dans des régions où l'extension des États pontificaux constituait une menace plus immédiate. La Ligue lombarde vainquit Frédéric à la bataille de Legnano en 1176. Frédéric reconnut la pleine autonomie des villes de la Ligue lombarde sous sa suzeraineté nominale.
La division a développé sa dynamique dans la politique de l'Italie médiévale et a perduré bien après que la confrontation entre l'empereur et le pape eut cessé. Les villes plus petites avaient tendance à être gibelines si la plus grande ville voisine était guelfe, comme la république guelfe de Florence et la république gibeline de Sienne qui se sont affrontées lors de la bataille de Montaperti en 1260. Pise a maintenu une position gibeline inébranlable face à ses plus féroces rivaux, la république guelfe de Gênes et de Florence.
L'adhésion à l'une des factions pouvait donc être motivée par des raisons politiques locales ou régionales. Au sein des villes, les allégeances partisanes différaient d'une guilde à l'autre, d'un rione à l'autre, et une ville pouvait facilement changer de parti après des bouleversements internes. De plus, il arrivait parfois que des villes traditionnellement gibelines s'allient avec le Saint-Siège, tandis que des villes guelfes étaient même punies d'interdit.
Les contemporains n'utilisaient pas beaucoup les termes Guelfe et Gibelin avant environ 1250, et cela principalement en Toscane (où ils ont pris leur origine), avec les noms « parti de l'Église » et « parti impérial » préférés dans certaines régions.

### Conflits auXIIIesiècle
Au début du XIIIe siècle, Philippe de Souabe, un Hohenstaufen, et Othon IV, un Welf, étaient rivaux pour le trône impérial. Philippe était soutenu par les Gibelins en tant que fils de Frédéric Barberousse, tandis qu'Othon était soutenu par les Guelfes. Bien que les Guelfes aient réussi initialement à faire couronner Othon empereur, celui-ci s'est retourné contre le Saint-Siège, a été excommunié et a été remplacé par l'héritier de Philippe, l'empereur Frédéric II. Frédéric II était un ennemi à la fois d'Othon et du pape, et pendant son règne, les Guelfes se sont strictement associés au Saint-Siège tandis que les Gibelins sont devenus des partisans de l'Empire et plus particulièrement de Frédéric. Le pape Grégoire IX a excommunié Frédéric II en 1227 pour ne pas avoir participé à la croisade, puis à nouveau pour avoir participé à la sixième croisade (1228-1229) alors qu'il était excommunié. Cette division s'est développée pendant que Frédéric se trouvait dans les états latins d'Orient, et son régent en Italie a mené une guerre contre le pape. Cette guerre s'est terminée et l'excommunication a été levée en 1230, mais l'hostilité a persisté.
En 1237, Frédéric entra en Italie avec une grande armée, dans l'intention de soumettre les villes rebelles de la Ligue lombarde. Le pape Grégoire tenta de négocier la paix, mais échoua. Frédéric vainquit la Ligue à Cortenuova et refusa toutes leurs offres de paix. Il assiégea Brescia, mais fut repoussé.
En 1239, Frédéric est à nouveau excommunié par le pape Grégoire. En réponse, il expulsa les frères franciscains et dominicains de Lombardie et désigna son fils Enzio comme vicaire impérial en Italie. Il annexa également la Romagne, les Marches, le duché de Spolète et une partie des États pontificaux; et marcha à travers la Toscane dans l'espoir de capturer Rome. Il fut contraint de se retirer, pillant la ville de Bénévent. Bientôt, la ville gibeline de Ferrare tomba et Frédéric avança de nouveau en Italie, capturant Ravenne et Faenza.
Le pape convoqua un concile, mais une flotte impériale-pisane défit une flotte pontificale transportant des cardinaux et des prélats de Gênes lors de la bataille de Giglio. Frédéric continua sa marche vers Rome. Peu après, le pape Grégoire mourut. Frédéric, voyant que la guerre était dirigée contre l'Église et non contre le pape, retira ses forces, libérant deux cardinaux de Capoue, mais Frédéric marcha contre Rome à maintes reprises tout au long de 1242 et 1243.

Le Saint-Empire romain germanique et le royaume de Sicile en 1250 durant le règne de l'empereur Frédéric II.

Un nouveau pape, Innocent IV, fut élu. Au début, Frédéric était satisfait de cette élection car Innocent avait des parents dans le camp impérial. Cependant, le nouveau pape se retourna immédiatement contre Frédéric. Lorsque la ville de Viterbe se révolta, le pape soutint les Guelfes. Frédéric se rendit immédiatement en Italie et assiégea Viterbe.
Le pape signa un traité de paix avec l'empereur, permettant la fin du siège de la ville. Après le départ de l'empereur, le cardinal Raniero Capocci, en tant que dirigeant de Viterbe, fit massacrer la garnison. Le pape conclut un autre traité, mais il le rompit immédiatement et continua de soutenir les Guelfes. Le pape soutint Henri le Raspon, landgrave de Thuringe, comme roi des Romains et complota bientôt pour faire assassiner Frédéric. Lorsque la tentative échoua, le pape s'enfuit en Ligurie.
Bientôt, le vent tourna contre le parti impérial lorsque la ville lombarde de Parme se rebella. Enzio - qui n'était pas présent - demanda l'aide de son père. Frédéric et Ezzelino III da Romano, le tyran de Vérone, assiégèrent la ville. Le camp impérial fut pris en embuscade par les Guelfes et lors de la bataille de Parme qui s'ensuivit, le parti impérial fut mis en déroute, perdant une grande partie de son trésor.
Frédéric se retira et rassembla une autre armée, mais la résistance de Parme encouragea d'autres villes à se rebeller et Frédéric fut impuissant. La situation empira pour le parti impérial lorsque les Gibelins furent vaincus lors de la bataille de Fossalta par les Bolonais, lors de laquelle Enzo fut capturé et emprisonné jusqu'à sa mort. Bien que les Gibelins commencèrent à se rétablir en remportant la bataille de Cingoli contre les Guelfes, Frédéric était déjà malade à ce moment-là. Avant de mourir, une grande partie de son territoire fut récupérée par son fils Conrad IV, laissant ainsi l'Italie en paix pendant quelques années seulement.
Après la mort de Frédéric II en 1250, les Gibelins furent soutenus par Conrad IV et plus tard par le roi Manfred de Sicile. Les Guelfes furent soutenus par Charles Ier de Naples. Les Gibelins siennois infligèrent une défaite remarquable aux Guelfes florentins lors de la bataille de Montaperti (1260). Après que la dynastie des Hohenstaufen ait perdu l'Empire lorsque Charles Ier exécuta Conradin en 1268, les termes Guelfe et Gibelin furent associés à des familles et à des villes spécifiques, plutôt qu'à la lutte entre l'empire et le papauté.
À cette époque, le bastion des Gibelins italiens était la ville de Forlì, en Romagne. Cette ville est restée fidèle aux factions gibelines, en partie pour préserver son indépendance plutôt que par loyauté envers le pouvoir temporel, car Forlì faisait nominalement partie des États pontificaux. Au fil des siècles, la papauté a tenté à plusieurs reprises de reprendre le contrôle de Forlì, parfois par la violence ou par des séductions.
La division entre les Guelfes et les Gibelins était particulièrement importante à Florence, bien que les deux camps se rebellaient souvent l'un contre l'autre et se disputaient le pouvoir dans de nombreuses autres villes du nord de l'Italie. Essentiellement, les deux camps luttaient maintenant soit contre l'influence allemande (dans le cas des Guelfes), soit contre le pouvoir temporel du pape (dans le cas des Gibelins). À Florence et ailleurs, les Guelfes incluaient généralement des marchands et des bourgeois, tandis que les Gibelins avaient tendance à être des nobles. Ils adoptaient des coutumes particulières telles que porter une plume d'un côté particulier de leur chapeau ou couper les fruits d'une manière particulière, selon leur affiliation.
La lutte entre les Guelfes et les Gibelins était visible dans la république de Gênes, où les premiers étaient appelés rampini (littéralement « crochets d'amarrage ») et les seconds « mascherati » (littéralement« masqués »), bien qu'il n'y ait pas d'étymologie claire pour ces noms. Des familles génoises comme les Fieschi et les Grimaldi se rangeaient généralement du côté des Guelfes, contrairement aux Doria et à certaines branches des familles Spinola. Bien que Gênes fût souvent sous le règne des Guelfes au début du XIIIe siècle, en 1270, les Gibelins Oberto Spinola et Oberto Doria réussirent à se révolter contre les Guelfes et instaurèrent un gouvernement bicéphale qui dura quelques décennies. Les familles guelfes se réfugièrent dans leurs fiefs à l'est (Fieschi) et à l'ouest (Grimaldi). Elles furent contraintes de cesser leur résistance après plusieurs campagnes militaires, qui se soldèrent par leur réadmission à la vie politique génoise, moyennant le paiement des frais de guerre.
Ceux qui n'étaient liés à aucun des deux camps ou qui n'avaient pas de connexions avec les Guelfes ou les Gibelins considéraient les deux factions comme indignes de soutien, mais étaient tout de même affectés par les changements de pouvoir dans leurs villes respectives. L'empereur Henri VII était dégoûté par les partisans des deux camps lorsqu'il visita l'Italie en 1310.

### XIVesiècleet après
En 1325, les cités-états de Bologne, guelfe, et de Modène, gibeline, s'affrontèrent lors de la guerre du seau volé, qui se solda par la victoire de Modène à la bataille de Zappolino, entraînant une résurgence de la fortune gibeline. En 1334, le pape Benoît XII menaça d'excommunication toute personne utilisant les noms de Guelfe ou de Gibelin.

Le terme Gibelin continua d'indiquer l'attachement malgré le déclin de l'autorité impériale en Italie et connut une brève résurgence lors des campagnes italiennes des empereurs Henri VII (1310) et Louis IV (1327).

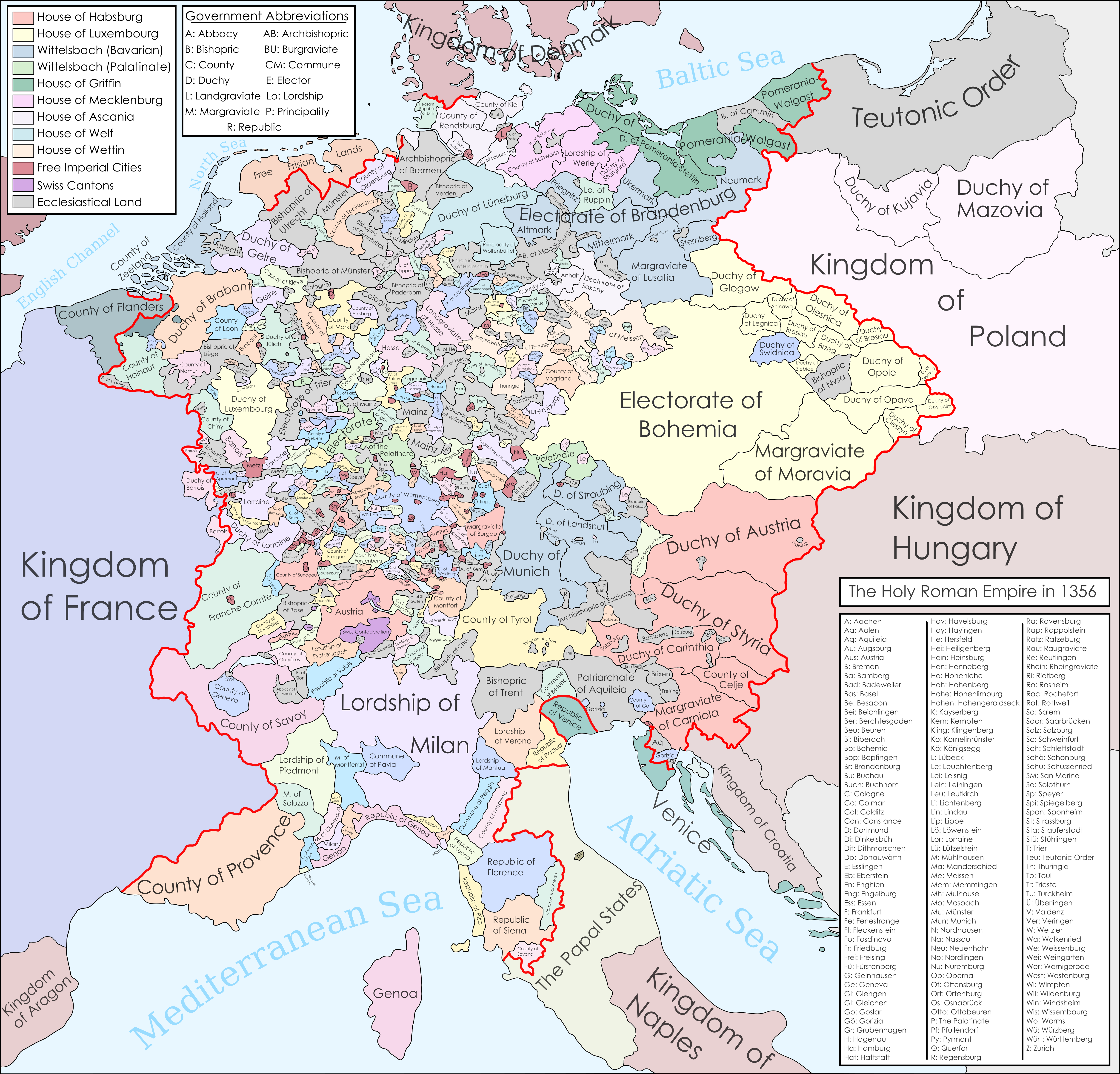
Le Saint-Empire romain germanique lors de la signature de la Bulle d'Or en 1356.

Depuis la concession papale de la Sicile (sud de l'Italie) au prince français Charles Ier d'Anjou, les Guelfes avaient également adopté une orientation pro-française. Jusqu'au XVIe siècle, des Gibelins tels que les Colonna ou les Gonzaga se battaient encore pour Charles Quint, empereur du Saint-Empire romain germanique, tandis que des Guelfes tels que les Orsini et les Este se battaient encore pour les Français.
Pendant les pontificats d'Avignon dominés par les Français, le pape Jean XXII, qui était aligné avec le roi Jean 1er de Bohême, allié des Français, excommunia le rival de Jean, l'empereur Louis IV, en 1324 et menaça de l'accuser d'hérésie. Les Gibelins soutinrent alors l'invasion de l'Italie par Louis et son couronnement en tant que roi d'Italie et empereur du Saint-Empire romain germanique.
À Milan, les Guelfes et les Gibelins coopérèrent à la création de la République ambrosienne en 1447, mais s'opposèrent vivement sur de nombreux points au cours des années suivantes. Après avoir initialement pris la direction des Gibelins, les Guelfes s'emparèrent du pouvoir lors de l'élection des Capitaines et Défenseurs de la Liberté de Milan. Le gouvernement guelfe devint de plus en plus autocratique, ce qui conduisit à un complot gibelin dirigé par Giorgio Lampugnino et Teodoro Bossi. Il échoua et de nombreux Gibelins furent massacrés en 1449.
D'autres fuirent, dont le célèbre Gibelin Vitaliano I Borromeo, qui trouva refuge dans son comté d'Arona. L'opinion publique se retourna contre les Guelfes. Aux élections suivantes, les Gibelins remportèrent brièvement la victoire, mais furent déposés après l'emprisonnement des leaders guelfes Giovanni Appiani et Giovanni Ossona. Après que Francesco Sforza eut été nommé duc par le Sénat de Milan en 1450, de nombreux Gibelins qui s'étaient enfuis, comme Filippo Borromeo et Luisino Bossi, furent rétablis dans des positions de premier plan à Milan.
Au XVe siècle, les Guelfes soutenaient le roi Charles VIII de France lors de son invasion de l'Italie au début des guerres d'Italie, tandis que les Gibelins étaient partisans de l'empereur Maximilien Ier, empereur du Saint-Empire romain germanique. Les villes et les familles utilisèrent ces noms jusqu'à ce que Charles Quint, empereur du Saint-Empire romain germanique, établisse fermement le pouvoir impérial en Italie en 1529.
Au cours des guerres d'Italie de 1494 à 1559, le paysage politique changea tellement que l'ancienne division entre Guelfes et Gibelins devint obsolète. Cela est évident avec l'élection du pape Paul V (1605), le premier à porter l'aigle gibelin « Reichsadler » en chef sur ses armoiries papales.

### Aujourd'hui
Le 25 mars 2015, le Parti Guelfe (« Parte Guelfa ») a été reconstitué en tant qu'ordre chrétien et archiconfrérie au service de l'Église catholique et de l'archidiocèse catholique de Florence, sous la direction du capitaine général Andrea Claudio Galluzzo, sous la garde du consul Luciano Artusi. Le maire de Florence a établi le siège du Parti guelfe ressuscité dans le Palazzo di Parte Guelfa historique de la ville.

## Guelfes blancs et Guelfes noirs
Après que les Guelfes toscans eurent finalement vaincu les Gibelins en 1289 lors de la bataille de Campaldino et de Vicopisano, les Guelfes commencèrent à se quereller. En 1300, les Guelfes florentins se divisèrent en Guelfes Noirs et Guelfes Blancs. Les Noirs continuaient de soutenir le Saint-Siège, tandis que les Blancs s'opposaient à l'influence papale, en particulier à celle du pape Boniface VIII. Dante était parmi les partisans des Guelfes Blancs. En 1302, il fut exilé lorsque les Guelfes Noirs prirent le contrôle de Florence.

## Allégeance des principales villes et républiques
| Principales villes gibelines | Principales villes guelfes | Allégeances fluctuantes |
| --- | --- | --- |
| - Arezzo - Assise - Asti - Côme - Fabriano - Foligno - Forlì - Grosseto - Modène - Pavie - Pise - Pistoia - Spolète - Terni - Trévise - Urbino | - Alexandrie - Ancône - L'Aquila - Bologne - Brescia - Chambéry - Crema - Crémone - Faenza - Gênes - Lecco - Lodi - Mantoue - Orvieto - Pérouse | - Bergame - Ferrare - Florence - Gubbio - Lucques - Milan - Padoue - Parme - Plaisance - Prato - San Miniato - Sienne - Vérone - Fivizzano - Vicence |

## Spécificités héraldiques et d'architectures
Certains individus et familles indiquaient leur affiliation à une faction dans leurs armoiries en incluant une « chef » appropriée (une bande horizontale en haut de l'écu). Les Guelfes avaient un capo d'Angiò ou « chef d'Anjou », contenant des fleurs de lys jaunes sur fond bleu, avec un « lambel » héraldique rouge, tandis que les Gibelins avaient un capo dell'impero ou « chef de l'empire », représentant une forme de l'aigle impérial allemand noir sur fond doré.

Les familles distinguaient également leur allégeance factionnelle par l'architecture de leurs palais, tours et forteresses. Les structures gibelines avaient des crénelures en forme d'hirondelle, tandis que celles des Guelfes étaient carrées.

Armoiries d'une famille italienne avec en chef l'aigle royal, typique d'une allégeance gibeline
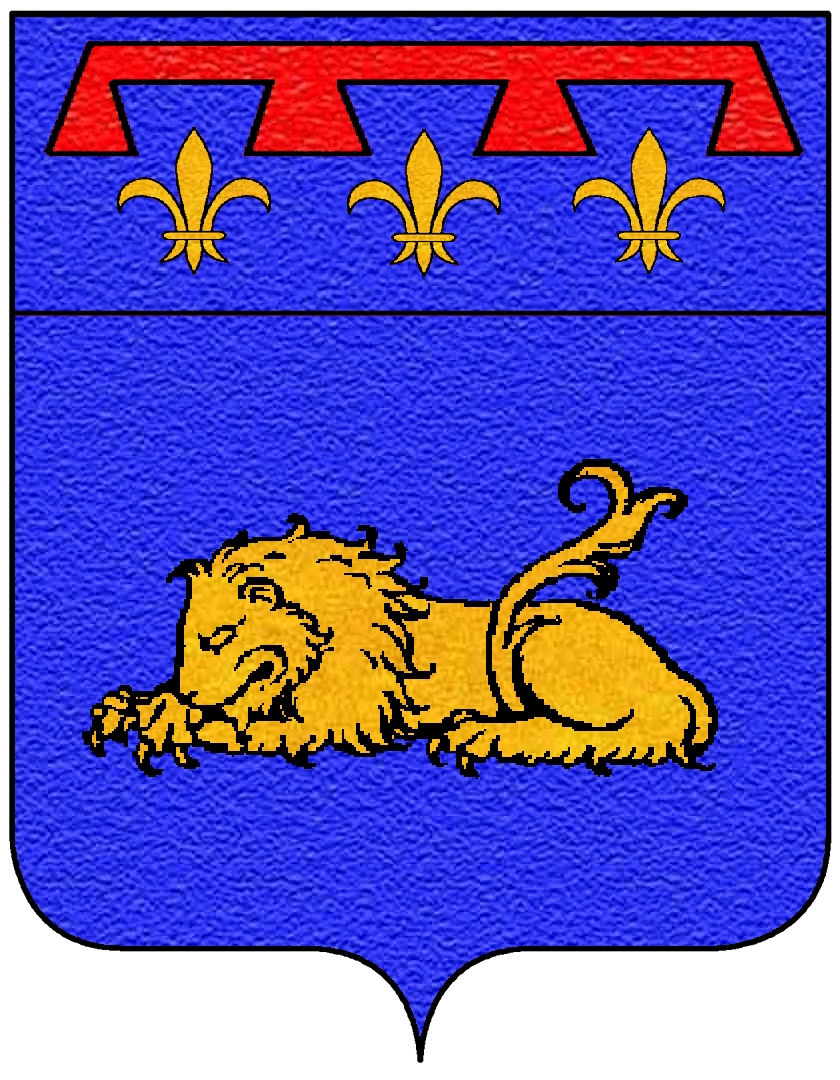
Armoiries de la famille Roberti de Reggio, avec en chef le lambel d'Anjou, typique d'une allégeance guelfe
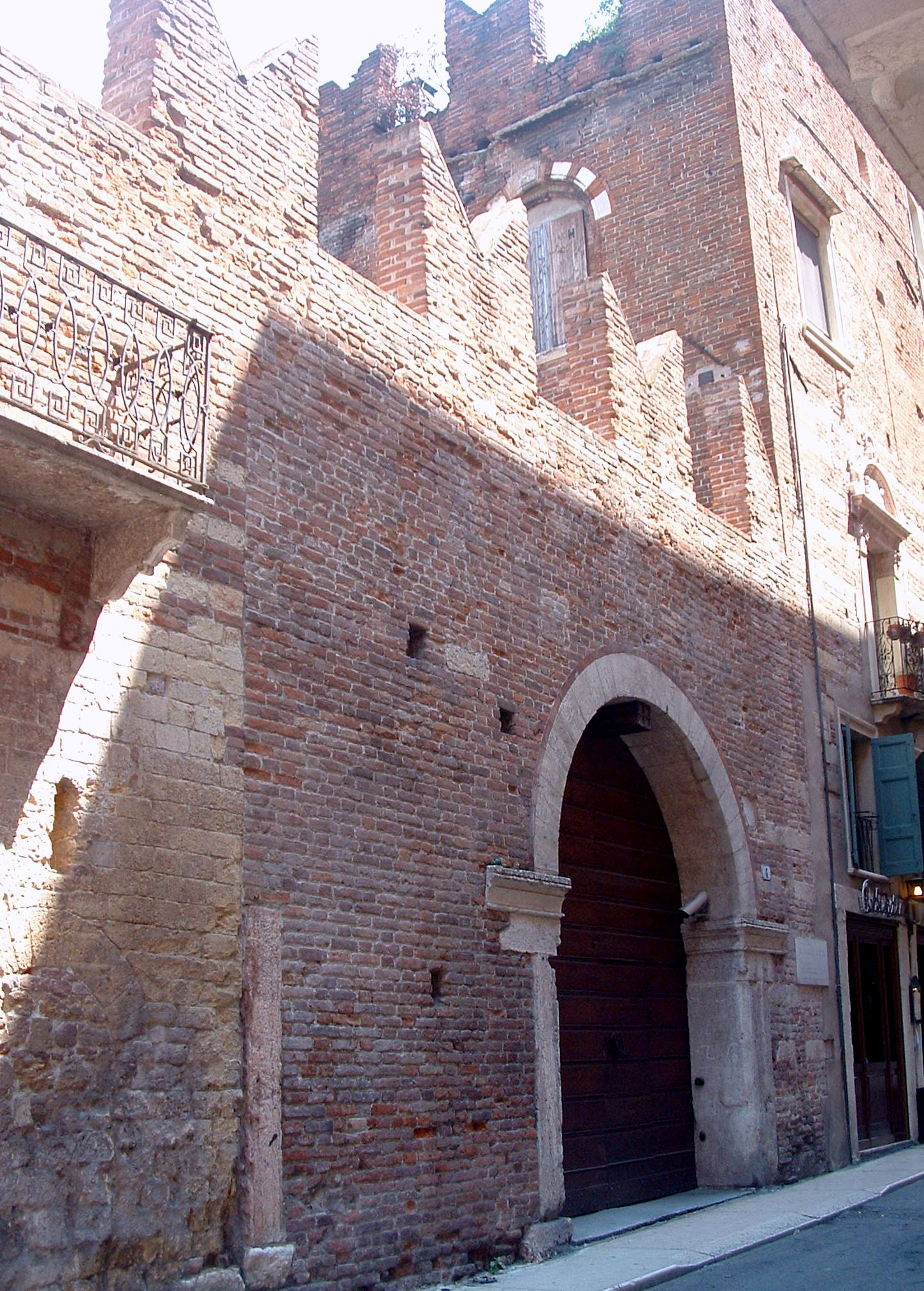
Détail d'architecture typique d'une allégeance gibeline : les merlons en forme de queue d'hirondelle; Maison dite « Casa di Romeo », de la famille Montecchi de Vérone.

## En vexillologie
Au cours des XIIe et XIIIe siècles, les armées des communes gibelines adoptaient généralement l'étendard de guerre du Saint-Empire romain germanique - une croix blanche sur fond rouge - comme le leur. Les armées guelfes inversaient généralement les couleurs - une croix rouge sur fond blanc. Ces deux schémas prévalent dans l'héraldique civique des villes du nord de l'Italie et restent un indicateur révélateur de leurs anciennes orientations factionnelles. 

Étendard guelfe
Étendard gibelin